# Kolonie Groß Eichholz

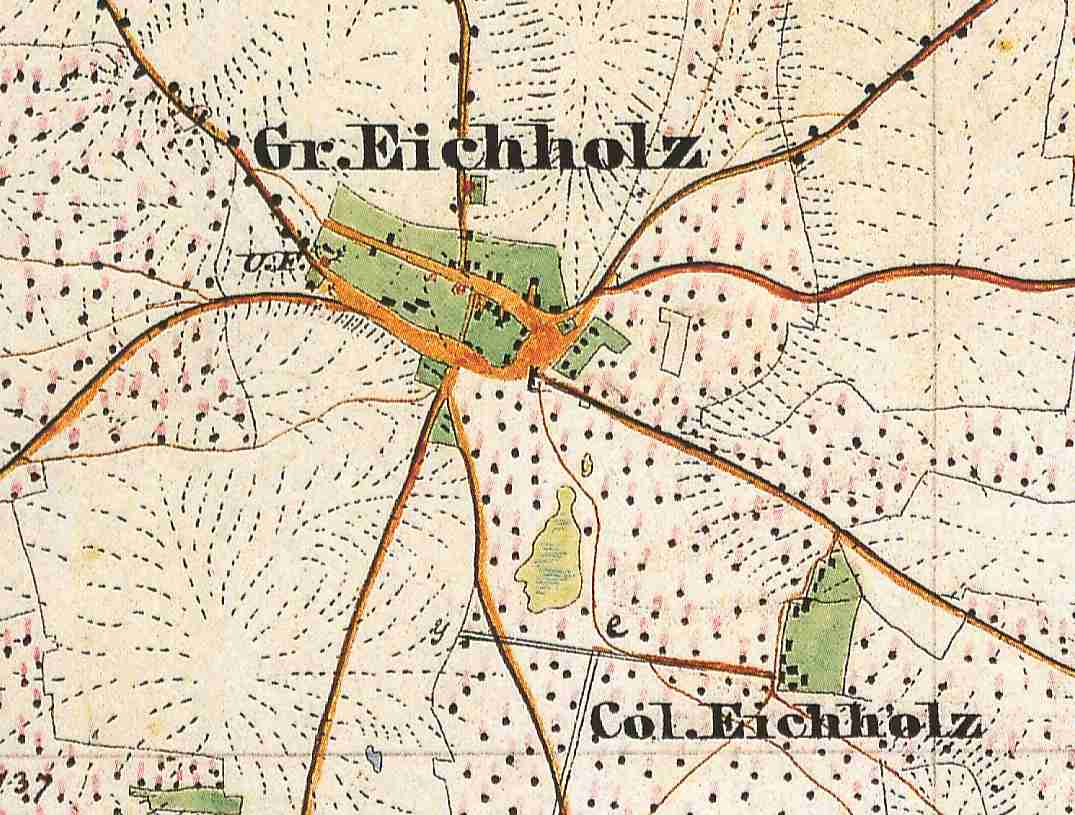
Groß Eichholz mit dem Wohnplatz Kolonie Groß Eichholz auf dem Urmesstischblatt 3846 Alt-Schadow von 1846

Kolonie Groß Eichholz ist ein Wohnplatz im Ortsteil Groß Eichholz der Stadt Storkow (Mark) im Landkreis Oder-Spree (Brandenburg). Die Kolonie wurde wohl Anfang der 1840er angelegt.

## Lage
Der Wohnplatz Kolonie Groß Eichholz liegt rund einen Kilometer südöstlich des Kernortes Groß Eich Eichholz auf knapp 59 m ü. NHN. Er ist fast völlig von Wald umgeben. Lediglich östlich erstreckt sich eine größere Freifläche. Etwa 700 Meter südöstlich liegt der 70 m hohe Gurraberg. Es gibt keine Fließgewässer in der näheren Umgebung.

## Geschichte
Wann genau die Kolonie Groß Eichholz angelegt wurde, ließ sich bisher nicht ermitteln. In der Topographisch-statistische(n) Uebersicht des Regierungs-Bezirks Potsdam und der Stadt Berlin von 1841 findet sich noch kein Hinweis auf die Kolonie. Sie ist aber schon im Urmesstischblatt von 1846 verzeichnet. Auch 1849 ist sie im Amtsblatt erwähnt. 1861 standen 10 Wohnhäuser in der kleinen Siedlung. 1871 hatte die Kolonie 69 Einwohner (in 10 Wohnhäusern). Etwa einen Kilometer südsüdöstlich lagen, am Rand des Langen Luches, die Kolonistengärten. Sie waren quasi eine Exklave des Gemeindebezirk Groß Eichholz im (Forst-)Gutsbezirk Groß Wasserburg.

## Kommunale Zugehörigkeit
Groß Eichholz und damit auch die Kolonie Groß Eichholz gehörte von 1729 bis 1872 zum Amt Münchehofe der Herrschaft Königs Wusterhausen. Neben dem Gemeindebezirk Groß Eichholz gab es noch einen Gutsbezirk Groß Eichholz, der erst 1928 mit dem Gemeindebezirk zur Landgemeinde Groß Eichholz vereinigt wurde. Die Försterei am nordwestlichen Ortsausgang gehörte die (Forst-)Gutsbezirk Groß Wasserburg (später Klein Wasserburg genannt) an. Die Forsterei und Teile des Forstgutsbezirks Kleinwasserburg wurden 1929 ebenfalls in die Landgemeinde Groß Eichholz eingegliedert. Nach der Auflösung des Amtes Münchehofe 1872/74 wurden Amtsbezirke geschaffen. Groß Eichholz wurde dem Amtsbezirk 18 Münchehofe zugewiesen. Amtsvorsteher war Premier-Lieutenant und Rittergutsbesitzer Schmidt in Münchehofe. Sein Stellvertreter war Gutsbesitzer Nordenskjöld in Birkholz.
Die Siedlung hatte zu keiner Zeit eine kommunale Selbstverwaltung. 1931 wurde sie als Wohnplatz von Groß Eichholz bezeichnet. 1957 hieß der Wohnplatz Kolonie Siedlung. 1973 hatte Kolonie Groß Eichholz den Status eines Ortsteils. Nach der Wende schloss sich Groß Eichholz 1992 mit 12 anderen Gemeinden und der Stadt Storkow (Mark) zum Amt Storkow (Mark) zusammen. Am 26. Oktober 2003 wurde Groß Eichholz per Gesetz nach Storkow (Mark) eingemeindet und das Amt Storkow (Mark) aufgelöst. Seither ist Groß Eichholz ein Ortsteil der Gemeinde Storkow (Mark). Kolonie Groß Eichholz kommt der Status eines Wohnplatzes zu.